# Calomicrus lineatus
Calomicrus lineatus es un coleóptero de la familia Chrysomelidae.
Fue descrita científicamente por primera vez en 1889 por Weise.